# Betroffener
Betroffener ist eine Person, die von einer Maßnahme, Sache oder einem Recht Dritter beeinträchtigt ist. Im Verwaltungsrecht ist Betroffener ein Rechtssubjekt, das von einem Verwaltungsakt in seinen Rechtsgütern berührt ist.

## Allgemeines
Der nicht legaldefinierte Rechtsbegriff des Betroffenen kommt in vielen Rechtsgebieten vor; außer in den hier erwähnten Gesetzen auch beispielsweise im Bundesdatenschutzgesetz (BDSG), Bundesdisziplinargesetz (BDG), Gesetz über das Verfahren in Familiensachen und in den Angelegenheiten der freiwilligen Gerichtsbarkeit (FamFG), Drittes Buch Sozialgesetzbuch (SGB III) oder im Wertpapiererwerbs- und Übernahmegesetz (WpÜG).

## Verwaltungsrecht
Verwaltungsakte sind behördliche Verfügungen, die zu Gunsten oder auch zu Lasten von Rechtssubjekten (Bürger oder Unternehmen) ausfallen können. Ein Verwaltungsakt wird gegenüber demjenigen, für den er bestimmt ist oder der von ihm betroffen wird, gemäß § 43 Abs. 1 VwVfG in dem Zeitpunkt wirksam, in dem er ihm bekannt gegeben wird. Fällt er zu Lasten von jemand aus, ist dieser ein Betroffener. Ab diesem Zeitpunkt hat der durch einen belastenden Verwaltungsakt Betroffene dessen Anordnungen zu beachten, insbesondere etwaige Ge- oder Verbote zu befolgen. Die Belastung kann darin bestehen, dass dessen Rechte durch den Verwaltungsakt beeinträchtigt werden, sich sein Vermögen verringert, seine Schulden erhöhen oder er sonstige Nachteile erlangt. Legt ein Betroffener gegen einen an ihn gerichteten belastenden Verwaltungsakt, der einen Dritten begünstigt, einen Rechtsbehelf ein, kann die Behörde auf Antrag des Dritten nach § 80a Abs. 2 VwGO die sofortige Vollziehung gemäß § 80 Abs. 2 Nr. 4 VwGO anordnen. Allerdings kann gemäß § 80 Abs. 5 VwGO das Gericht auf Antrag des Betroffenen der Hauptsache die aufschiebende Wirkung ganz oder teilweise anordnen oder ganz oder teilweise wiederherstellen. Unterlässt es der Betroffene, einen rechtswidrigen Verwaltungsakt innerhalb der Rechtsbehelfsfristen anzufechten, wird er bestandskräftig.

## Betroffener im Ordnungswidrigkeitenrecht
Betroffener im Ordnungswidrigkeitenverfahren ist die Person (natürlich oder juristisch), der eine Ordnungswidrigkeit vorgeworfen wird (§ 65 in Verbindung mit § 66 OWiG). Dieser Begriff ist vom Beschuldigten des Strafverfahrens strikt abzugrenzen, da der Ordnungswidrigkeit nicht der moralische Unrechtsvorwurf der Straftat innewohnt (§ 1 OWiG). Vielmehr ist der Betroffene derjenige, gegen den sich das Ordnungswidrigkeitenverfahren und in der Regel auch der Bußgeldbescheid richtet. Beispiele sind der Fahrzeugführer bei einer Geschwindigkeitsübertretung und der Betriebsinhaber bei einer Aufsichtspflichtverletzung.
Der Betroffene ist grundsätzlich der originäre Täter der Ordnungswidrigkeit; seine Stellung unterscheidet sich jedoch stark von der des Beschuldigten. Im Vorverfahren der Verwaltungsbehörde kann der Beteiligte zur Sache gehört werden (Art. 103 GG), er muss sich aber vor Erlass des Bußgeldbescheides nicht zur Sache äußern. Ein beharrliches Schweigen des Beteiligten ist kein Hindernis für den Erlass eines Bußgeldbescheides. Der Aufwand, vor jedem Bußgeldbescheid auf jeden Fall den Beteiligten zu hören, wäre nicht angemessen. Es wird ihm stattdessen eine Gelegenheit gegeben, sich zu äußern, die er nutzen kann oder auch nicht. Der Beteiligte kann im Vorverfahren weder selbst Anträge stellen noch aktiv am Verfahren teilnehmen. Er hat eine gänzlich passive Rolle mit praktisch nicht vorhandenen Rechten. Er ist an der Beweisaufnahme nicht beteiligt und der entscheidende Amtsträger ist nicht dazu verpflichtet, mit dem Betroffenen zu sprechen. Dies mag auf den ersten Blick als ein Verstoß gegen rechtsstaatliche Prinzipien (rechtliches Gehör) erscheinen, aber im gerichtlichen Hauptverfahren hat der Beteiligte später die Möglichkeit, selbst aktiv in das Verfahren einzugreifen. Bis zum Erlass des Bußgeldbescheides kann er selbst oder über einen Rechtsanwalt Akteneinsicht verlangen und sich, wie oben ausgeführt, gegebenenfalls zur Sache äußern.
Die erste wirklich aktive Handlung des Beteiligten ist der Einspruch gegen den von der Verwaltungsbehörde erlassenen Bußgeldbescheid (§ 67 OWiG). Erst ab diesem Zeitpunkt nähert sich die Rolle des Betroffenen der des Beschuldigten an. Der Richter kann im gerichtlichen Zwischenverfahren (§ 69 OWiG) den Beschuldigten hören oder nach Aktenlage entscheiden. Ab dem gerichtlichen Hauptverfahren (§§ 71 ff. OWiG) erstarkt die Position des Beteiligten endgültig; er kann in analoger Anwendung der Vorschriften der Strafprozessordnung Anträge stellen und wirklich aktiv in das Verfahren eingreifen. Diese Möglichkeit eröffnet sich dem Beteiligten erst spät im Verfahrensablauf, aber seine verfassungsmäßigen Rechte bleiben so gewahrt.
Die Verwaltungsbehörde kann im Bußgeldverfahren auch die Beteiligung von sogenannten Nebenbeteiligten (§ 66 OWiG), wie dem Verfallsbeteiligten (§ 29a OWiG) oder Verfahrensbeteiligten (z. B. im häufigsten Falle der juristischen Person, deren Vertreter Betroffener ist § 88 in Verbindung mit § 29 OWiG) anordnen. Diese sind in ihren Rechten und Pflichten dem Beteiligten gleichgestellt.

## Betroffener in der Sozialen Arbeit
Die Sozialarbeit hat in den 1970er-Jahren den Begriff des Betroffenen aus dem Ordnungsrecht entlehnt und zur Bezeichnung von Teilen ihrer Klienten beziehungsweise Zielgruppe verwendet. Dies hatte den Vorteil, dass diskriminierende Begrifflichkeiten wie Alkoholiker, Behinderte, Wohnungslose oder Verschuldete im öffentlichen Diskurs oder auch Publikationen vermieden werden konnten. Der Nachteil bestand darin, dass unklar blieb, worin die Betroffenheit genau besteht und damit vermieden wurde, eine Problemlage sprachlich genau zu bezeichnen. Häufig wird für den Adressaten der Sozialen Arbeit auch der Begriff „Klient“ verwendet. Im Sinne eines dienstleistungsorientierten Ansatzes wird teils von „Kunde“ gesprochen, je nach Kontext auch von „Bewohner“, „Besucher“, „Hilfsbedürftiger“, „Hilfesuchender“, Ratsuchender; auch der normalerweise für den rechtlichen Kontext verwendete Begriff „Mandant“ ist vereinzelt anzutreffen.
Der Begriff „Betroffener“ etablierte sich in den 1980er- und 1990er-Jahren im Sprachgebrauch der Sozialen Arbeit. Auch die Adressaten der Sozialen Arbeit selbst übernahmen diesen Begriff und bezeichneten sich selbst als Betroffene. Gefordert wurde eine Betroffenenbeteiligung in Sozialen Institutionen, mehr Rechte, Transparenz und Mitsprache der Nutzer von Sozialen Angeboten.
Im Zuge der Modernisierung der Sozialen Arbeit im Zuge des verstärkten Kostendrucks musste wieder präziser formuliert werden und der Begriff „Betroffener“ kam zu Beginn des 21. Jahrhunderts wieder aus der Mode und wird nur noch vereinzelt verwendet.

## Betroffener in der Sozialen Stadtsanierung
Mit der Ausweisung zahlreicher Stadtquartiere als Sanierungsgebiete musste gemäß §§ 136-171 Baugesetzbuch eine Bewohnerbeteiligung institutionell gebildet werden. In diesem Zusammenhang erlebte das Wort Betroffener als „Sanierungsbetroffener“ eine erneute Konjunktur. Die Bewohnerbeteiligung wurde in den sogenannten Betroffenenvertretungen institutionalisiert und formalisiert.

## Betroffener im Datenschutzrecht
Eine betroffene Person gemäß Artikel 4 Z 1 Datenschutz-Grundverordnung ist eine natürliche Person, die identifiziert oder identifizierbar ist. Als identifizierbar wird gemäß dieser Bestimmung eine natürliche Person angesehen, die direkt oder indirekt, insbesondere mittels Zuordnung zu einer Kennung wie einem Namen, zu einer Kennnummer, zu Standortdaten, zu einer Online-Kennung oder zu einem oder mehreren besonderen Merkmalen, die Ausdruck der physischen, physiologischen, genetischen, psychischen, wirtschaftlichen, kulturellen oder sozialen Identität dieser natürlichen Person sind, identifiziert werden kann.